# Шолоховка
Шолоховка — река в России, протекает в городском округе Озёры и Коломенском районе Московской области. Левый приток Оки.

## География
Исток реки Шолоховки находится в районе деревни Стребково. Течёт на северо-восток. Устье реки находится в 866 км по левому берегу Оки, в 5 км к югу от Коломны. Длина реки составляет 10 км. Вдоль течения реки находятся деревни Апраксино и Зиновьево.

## Данные водного реестра
По данным государственного водного реестра России относится к Окскому бассейновому округу, водохозяйственный участок реки — Ока от города Кашира до города Коломна, без реки Москва, речной подбассейн реки — бассейны притоков Оки до впадения Мокши. Речной бассейн реки — Ока.
По данным геоинформационной системы водохозяйственного районирования территории РФ, подготовленной Федеральным агентством водных ресурсов:
- Код водного объекта в государственном водном реестре — 09010101912110000022992
- Код по гидрологической изученности (ГИ) — 110002299
- Код бассейна — 09.01.01.019
- Номер тома по ГИ — 10
- Выпуск по ГИ — 0